# San Pablo (Colômbia)

Localização do município de San Pablo no departamento de Bolívar

San Pablo é um município do departamento de Bolívar, na Colômbia.